# NXT Stand & Deliver (2024)
NXT Stand & Deliver 2024 року — це шоу професійного реслінгу, організоване WWE для свого бренду розвитку талантів NXT. Це був четвертий щорічний захід NXT Stand & Deliver, який відбувся в суботу, 6 квітня 2024 року, в Веллс Фарго-центр у Філадельфії, штат Пенсильванія. Подія транслювалася через платформи WWE для прямих трансляцій і проходила в рамках вікенду Реслманії, тож відбулася в той же день, що і перший вечір Реслманії XL. "Мета-четвірка" (Ноам Дар, Оро Менса, Леш Ледженд та Джакара Джексон) виступили в ролі ведучих заходу.
На шоу було проведено сім матчів, в тому числі один в рамках перед-шоу «Countdown до Stand & Deliver». У головному поєдинку Трік Вільямс переміг Кармело Хейза. В інших важливих боях Ілья Драгунов переміг Тоні Д'Анджело, зберігши за собою титул чемпіона NXT, а Роксанн Перес перемогла Лайру Валькірію і виграла титул чемпіонки NXT. Захід також відзначився оголошенням про створення нового, жіночого Північноамериканського чемпіонства NXT та появою нової підписанки WWE Джулії, яка раніше виступала в World Wonder Ring Stardom.

## Матчі
| №                                                                                           | Результати | Умови                                                     | Час   |
| ------------------------------------------------------------------------------------------- | --- | --------------------------------------------------------- | ----- |
| 1P                                                                                          | Джо Ґейсі переміг Шона Спірса утриманням опонента. | Одиночний матч                                            | 9:04  |
| 2                                                                                           | Барон Корбін та Брон Брейккер (c) перемогли Аксіома та Нейтана Фрейзера утриманням опонента. | Командний матч за командне чемпіонство NXT                | 11:22 |
| 3                                                                                           | Оба Фемі (c) переміг Дайджака та Джоша Бріггса утриманням опонента. | Тристоронній матч за Північноамериканське чемпіонство NXT | 15:00 |
| 4                                                                                           | Феллон Генлі, Келані Джордан й Тея Хейл (з Університетом Чейза (Андре Чейз, Дюк Гадсон й Райлі Осборн)) перемогли Іззі Дейм, Джейсі Джейн та Кіану Джеймс (з Джазмін Нікс) підкоренням опонентки. | Командний матч 3-на-3                                     | 11:41 |
| 5                                                                                           | Роксанн Перес перемогла Лайру Валькірію (c) підкоренням опонентки. | Одиночний матч за чемпіонство NXT серед жінок             | 16:19 |
| 6                                                                                           | Ілья Драгунов (c) переміг Тоні Д'Анджело (з Сім'єю Д'Анджело (Адріана Ріццо, Ченнінг «Стакс» Лоренцо й Лука Крузіфіно)) утриманням опонента.                                                      | Одиночний матч за чемпіонство NXT                         | 17:06 |
| 7                                                                                           | Трік Вільямс переміг Кармело Хейза утриманням опонента. | Одиночний матч                                            | 14:47 |
| \| (c) \| – чемпіон(-и) на момент старту поєдинку \| \| P \| – матч пройшов на перед-шоу \| | |                                                           |       |
| (c)                                                                                         | – чемпіон(-и) на момент старту поєдинку |                                                           |       |
| P                                                                                           | – матч пройшов на перед-шоу |                                                           |       |